# Curcuma zedoarioides
Curcuma zedoarioides är en enhjärtbladig växtart som beskrevs av Chaveer. och Tanee. Curcuma zedoarioides ingår i släktet Curcuma och familjen Zingiberaceae. Inga underarter finns listade i Catalogue of Life.